# Falsomordellistena hiranoi takasagaona
Falsomordellistena hiranoi takasagaona es una subespecie de coleóptero de la familia Mordellidae.

## Distribución geográfica
Habita en la isla de Formosa.